# Бајкалска фока
Бајкалска фока, бајкалска нерпа, или сибирска фока (Pusa sibirica), је врста праве фоке. Ендемска је врста за Бајкалско језеро у Сибиру у Русији. Као и каспијска фока, у сродству је са арктичком прстенастом фоком. Бајкалска фока је једна од најмањих правих фока и једина искључиво слатководна врста.  Подпопулација обичне фоке која живи у региону залива Худсон у Квебеку, Канада, Саима фока (подврста прстенастих фока) и Ладога фока (подврста прстенастих фока) такође се може наћи у слаткој води, али су то врсте које такође имају морску популацију.
Најновије процене популације су од 80.000 до 100.000 животиња, што отприлике одговара очекиваној носивости језера.  Тренутно се врста не сматра угроженом, упркос лову (и легалном и нелегалном) и загађењу језера.

## Карактеристике
Бајкалска фока је једна од најмањих правих фока. Одрасли обично нарасту до 1,1–1,4 м  у дужину, са телесном масом од 63 до 70 кг. Максимална пријављена величина је 1,65 м у дужини и 130 кг  у тежини.  Постоје значајне годишње разлике у тежини, са најмањом тежином у пролеће и највећом тежином, око 38–42% више, у јесен. Животиње показују врло мало полног диморфизама, мужјаци су само нешто већи од женки. На леђима крзно им је једноличне, челично—сиво боје на трбуху са жућкастим нијансама. Временом крзно постаје смећкасто. Кад се роде, младунци  су тешки око 3–3,5 кг и дугачки око 70 цм.
Крзно им је бело и свиленкасто. Ово крзно се брзо мења и постаје тамније као код одраслих фока. Ретко  бајкалске фоке моги имати пеге на крзну.

## Распрострањеност
Бајкалска фока живи само у водама Бајкалског језера. Непознато је како су  бајкалске фоке дошле да живе овде. Можда су доплавиле рекама и потоцима или је можда Бајкалско језеро у неком тренутку било повезано са океаном неком великом водом, попут Западносибирског леденичког језера или Западносибирске низије, која је формирана у претходном леденом добу. Процењује се да су фоке населили језеро Бајкал пре два милиона година. 
Део језера у ком живе бајкалске фоке мења се у зависности од годишњег доба, као и од других фактора животне средине. Они су већину године самотне животиње, понекад живе километрима далеко једна од друге. Већа концентрација бајкалских фока обично се налази у северним деловима језера, јер лед дуже остаје смрзнут, што је пожељније за младунце. Међутим, последњих година је дошло до миграција ка јужној половини језера, вероватно да би избегли ловце. Зими, када је језеро замрзнуто, фоке одржавају неколико рупа за дисање на одређеном подручју и обично остају у близини, не ометајући залихе хране оближњих фока. Кад се лед почне топити, бајкалски фоке су обично близу обале.

## Бројност и угроженост
Од 2008. године бајкалска фока уврштен је на Црвену листу IUCN као најмање угрожена врста. То значи да тренутно није угрожена. Године 1994. руска влада је проценила да их има 104.000. Гринпис је 2000. године извршио сопствени бројање и проценио да их има 55.000 до 65.000. Најновије процене су 80.000-100.000 фока, што отприлике одговара носивости језера.
У прошлом веку, квота убијања у лову на бајкалске фоке повећана је неколико пута, и то највише након што је индустрија крзна нагло развила крајем 1970-их и када су почеле службене објаве да је присутно више бајкалских фока него што је то раније било познато. Квота из 1999. године од 6.000 смањена је на 3.500 2000. године, што је и даље готово 5% популације уколико је  процена Гринписа тачна. У 2013–2014. квота одређена је на 2500.  Поред тога, уведене су нове технике лова, попут мрежица на рупама за дисање и јамама за хватање младунаца. У 2001. години првокласно крзно фоке на тржишту је вредело 1000 рубаља.  Према званичним руским статистикама у периоду 2004–2006, годишње је убијено око 2.000 фока, али се сматра да је у истом периоду угинуло још око 1500–4000 услед дављења у риболовачкој опреми, криволова и слично. У 2012–2013. процењено је да се годишње лови 2300–2800 (легални лов и криволов). Неке групе врше притисак да се повећају квоте за лов.
Други проблем на Бајкалском језеру је уношење загађујућих материја у екосистем. Сматра се да су пестициди, попут ДДТ и хексахлороциклохексана, као и индустријски отпад, углавном из фабрике целулозе и папира Бајкалиск, изазвали неколико епидемија међу популацијом бајкалских фока. О хемикалијама се спекулише да су ушле у ланац исхране и ослабиле имунолошки систем бајкалских фока, чинећи их подложним болестима као што су штенећак и куга, што је био узрок озбиљне епидемије бајкалских фока 1987–1988. године, која је резултирала смрћу 5.000–6.500 животиња.  Мали број фока је угинуо 2000. године, али разлог њихове смрти је непознат. Штенећак је и даље присутан у популацији бајкалских фока, али није узроковао масовне смрти као раније. Уопште, нивои ДДТ и не-орто полихлорованог бифенила су у језеру опали од деведесетих, нивои моно-орто полихлорованог бифенила нису се променили а ниво перфлуорохемикалије се повећао. Индустријализација подручја у близини Бајкалског језера је у порасту и неопходно је будуће праћење. Тренутно, бајкалске фоке показују нижи ниво контаминанта од фока у Европи и Северној Америци, али већи од оних на Арктику.
Најозбиљнија претња опстанку фока може бити глобално загрејавање, које има потенцијал да озбиљно утиче на затворени хладноводни екосистем као што је језеро Бајкал.
Једини познати природни предатор одраслих бајкалских фока је мрки медвед, али се не верује да се то често догађа. Младинци фоке су обично скривени у јамама, али могу постати плен мањим копненим грабљивцима попут риђе лисице, самура и орла белорепана.

## Репродукција
Женке бајкалских фока достижу сексуалну зрелост у узрасту од 3-6 година, док мужјаци то постижу око 4-7 година. Мужјаци и женке нису полно диморфни. Бајкалске фоке се паре у води пред крај сезоне рађања. Са комбинацијом одложене имплантације и деветомесечног гестацијског периода, укупна трудноћа бајкалске фоке је око 11 месеци. Трудне фоке су једине бајкалске фоке које напуштају воду током зиме. Мужјаци имају тенденцију да остану у води, под ледом, читаву зиму. Женке обично рађају једно младунче, али оне су једна од само две врсте правих фока с могућношћу да роде близанце. Врло ретко су забележене тројке или четворке.  Близанци се често неко време држе заједно. Женке, након што су у зиму родиле своје младунце, поново се импрегнирају и често доје током трудноће.
Бајкалске фоке су благо полигамне и благо територијалне. Мужјаци се паре са око три женке ако им се пружи прилика. Затим обележавају женску јаму јаким, мошусним мирисом, који може осетити други мужјак ако му приђе. Женка сама одгаја младунце. Ископа им је прилично велику јаму испод леда, дужине до 5м и ширине више од 2м. Младунци стари два дана потом проширују ову јаму копањем лавиринта тунела око рупе. Будући да младунци избегавају пробијање површине овим тунелима, сматра се да је ова активност претежно вежба, да би се загрејали  док не саграде изолациони слој масти.
Младунци бајкалске фоке престају са сисањем после 2–2,5 месеца, повремено и 3,5 месеца. За то време, младунче може да повећа своју тежину од рођења пет пута. Након тога, мајка их уводи у чврсту храну, доносећи амфипоте, рибу и другу храну у јаму.
У пролеће, када се лед топи, и јаме обично пропадану, младунче се оставља да се само брине о себи. Раст се наставља све док не напуне 20 до 25 година.
Сваке године у касну зиму и пролеће оба се пола излазе на копно и почињу да се митаре. Док траје митарење, они се суздржавају од јела и улазе у летаргично стање, и за то време често умиру од прегревања, мужјаци нарочито. Током пролећа и лета, групе до 500 фока могу да се формирају на леденим водама и обалама Бајкалског језера. Бајкалске фоке могу живети и дуже од 50 година, што је изузетна старост за фоке , иако се претпоставља да су женке плодне само док не напуне 30.

## Исхрана
Њихов главни извор хране је голомјанка, врста риба пронађена само у Бајкалском језеру. Бајкалске фоке поједу више од половине годишње произведене биомасе голомјанке, око 64.000 тоне. Током зиме и пролећа, процењује се да више од 90% његове хране чине голомјанке. Преостали извори хране за ову фоку су разне друге врсте риба, нарочито Cottocomephorus (око 7% исхране током зиме и пролећа) и Кеслеров скулпин (Leocottus kesslerii) (око 0,3% исхране зими и у пролеће), као и неке врсте бескичмењака као што су Epischura baikalensis, гамариди и мекушци. Током јесени Бајкалска фока поједе 50-67% мање голомјанки него зими и пролеће, али знатно више Cottocomephorus, Кеслерових скулпина и камених скулпина. У исхрани је забележено укупно 29 врста риба.  Хране се углавном током сумрака и ноћу, када се голомјанке јављају у дубинама од 10 до 25 м.Током дана, голомјанке се обично налазе дубље од 100 м. Бајкалске фоке могу да зароне до дубине од 400 м и више од 40 минута. Већина роњења обично траје мање од 10 минута, а углавном само 2–4 минуте.  Бајкалске фоке имају два литра више крви од било које друге фоке њихове величине и могу остати под водом до 70 минута ако се уплаше или треба да избегну опасност.
Према истраживању из 2004. године о тактици храњења бајкалских фока, сазнало се лети ове фоке имају различите стратегије храњења током ноћи и током дана. Током дана, фоке користе визуелне трагове како би тражиле свој плен, а то је углавном риба, док током ноћи користе тактилне трагове за лов на ракове. Пошто је током дана светлије, могу да виде много боље како би ловили рибу. Будући да ноћу нема светла, морају ловити тактилним знаковима. Ракови које лове током ноћи долазе у плиће воде, а током дана пливају у дубљој води како би избегли предаторе. Примећено је да су ови фоке роне дубље током зоре и сумрака како би дошли до тих ракова.
Бајкалске фоке су кривили за пад броја рибе омул, али то није случај. Процењује се да омул чини само око 0,1% његове прехране. Главни конкурент омулу је голомјанка и једући тоне ове рибе годишње, бајкалске фоке смањују конкуренцију омулу за ресурсе. 
Бајкалске фоке имају једну необичну навику храњења. У рану јесен, пре него што се цело језеро смрзне, мигрирају у увале и пећине и лове Кеслерову скулпину, рибу која живи у блатњавим областима и као резултат тога, обично садржи шљунак и муљ у свом пробавном систему. Ова шљунак прочишћава гастроинтестиналне путеве фоке и избацује паразите.